# Хермантаун (город, Миннесота)
Хермантаун (англ. Hermantown) — город в округе Сент-Луис, штат Миннесота, США. На площади 89 км² (88,9 км² — суша, водоёмов нет), согласно переписи 2002 года, проживают 7448 человек. Плотность населения составляет 83,8 чел./км².
- Телефонный код города — 218
- Почтовый индекс — 55811, 55810
- FIPS-код города — 27-28682[1]
- GNIS-идентификатор — 0660490[2]